# Phlebosotera kaszabi
Phlebosotera kaszabi är en tvåvingeart som beskrevs av Papp 1972. Phlebosotera kaszabi ingår i släktet Phlebosotera och familjen smalvingeflugor.
Artens utbredningsområde är Mongoliet. Inga underarter finns listade i Catalogue of Life.